# Abramovit
Abramovit (IMA-Symbol Abm) ist ein sehr selten vorkommendes Mineral aus der Mineralklasse der Sulfide und Sulfosalze. Er kristallisiert im triklinen Kristallsystem mit der chemischen Zusammensetzung Pb2SnInBiS7 und bildet blätterig-plättchenförmige, gestreckte Kristalle bis 1 × 0,2 mm Größe.

## Etymologie und Geschichte
Das Mineral wurde erstmals 2007 von M. A. Yudovskaya, N. V. Trubkin, E. V. Koporulina, D. I. Belakovsky, A. V. Mokhov, M. V. Kuznetsova und T. I. Golovanova in der Typlokalität, dem Kudriavy-Vulkan auf der Kurilen-Insel Iturup gefunden und nach dem russischen Mineralogen Dmitri Wadimowitsch Abramow (* 1963) benannt.
Das Typmaterial von Abramovit wird im mineralogischen Fersman-Museum der Russischen Akademie der Wissenschaften in Moskau aufbewahrt.

## Klassifikation
Da der Abramovit erst 2006 als eigenständiges Mineral anerkannt wurde, ist er in der seit 1977 veralteten 8. Auflage der Mineralsystematik nach Strunz noch nicht verzeichnet. Einzig im Lapis-Mineralienverzeichnis nach Stefan Weiß, das sich aus Rücksicht auf private Sammler und institutionelle Sammlungen noch nach dieser klassischen Systematik von Karl Hugo Strunz richtet, erhielt das Mineral die System- und Mineral-Nr. II/C.17-90. In der „Lapis-Systematik“ entspricht dies der Klasse der „Sulfide und Sulfosalze“ und dort der Abteilung „Sulfide mit Metall : S,Se,Te ≈ 1 : 1“, wo Abramovit zusammen mit Coirait, Franckeit, Herzenbergit, Kylindrit, Lévyclaudit, Merelaniit, Mohit, Stistait, Suredait, Teallit und Znamenskyit eine eigenständige, aber unbenannte Gruppe bildet (Stand 2018).
Die von der International Mineralogical Association (IMA) zuletzt 2009 aktualisierte 9. Auflage der Strunz’schen Mineralsystematik ordnet den Abramovit dagegen in die Abteilung der „Sulfosalze mit SnS als Vorbild“ ein. Diese ist zudem weiter unterteilt nach den in der Verbindung vorherrschenden Metallen, so dass das Mineral entsprechend seiner Zusammensetzung in der Unterabteilung „Mit SnS- und PbS-Archetyp-Struktureinheiten“ zu finden ist, wo es nur noch zusammen mit Kylindrit und Lévyclaudit die „Kylindritgruppe“ mit der System-Nr. 2.HF.25a bildet.
Auch die vorwiegend im englischen Sprachraum gebräuchliche Systematik der Minerale nach Dana ordnet den Abramovit in die Klasse der „Sulfide und Sulfosalze“ und dort in die Abteilung der „Sulfosalze“ ein. Hier ist er zusammen mit Coirait, Franckeit, Incait, Kylindrit und Potosíit in der „Kylindritgruppe“ mit der System-Nr. 03.01.04 innerhalb der Unterabteilung „Sulfosalze mit dem Verhältnis z/y > 4 und der Zusammensetzung (A+)i (A2+)j [ByCz], A = Metalle, B = Halbmetalle, C = Nichtmetalle“ zu finden.

## Kristallstruktur
Abramovit kristallisiert triklin in der Raumgruppe P1 (Raumgruppen-Nr. 2) und den Gitterparametern a = 23,4 Ångström, b = 5,77 Å, c = 5,83 Å, α = 89,1°, β = 89,9° und γ = 91,5°.

## Bildung und Fundorte
Abramovit bildet sich in einer Fumarolen-Zone mit heißen vulkanischen Gasen bei ca. 600–650 °C. Bislang sind Funde nur aus der Typlokalität Kudriavy bekannt.
Am Kraterrand dieses Vulkans wurden auch andere seltene Minerale, unter anderem das einzig bekannte Rhenium-Mineral Rheniit gefunden.